# C/1862 W1 Respighi
La cometa C/1862 W1 (Respighi) è una cometa non periodica scoperta il 28 novembre 1862 da Bologna dall'astronomo italiano Lorenzo Respighi.